# Le Grand Pays (bande dessinée)
Le Grand Pays est le deuxième album de la série de bandes dessinées Balade au bout du monde

## Synopsis
Le Miteux, qui a découvert l’existence du chantier secret du Valet, conduit le Moine sur les lieux afin de lui dévoiler la duplicité de son second. Ivre de colère, le faux prêtre se jette à la gorge du vieillard. Feignant de vouloir sauver son maître, le Narquois, qui avait simulé sa mort dans l’épisode précédent, les fait chuter tous deux en contrebas, les tuant sur le coup.
Au même instant, un effondrement se produit dans le tunnel, ôtant la vie du Valet.
La voie est ouverte, non sur l’extérieur comme l’espéraient les prisonniers, mais sur une autre prison souterraine, entièrement peuplée de femmes. Aussitôt, les hommes se jettent à la curée.
Arthis retrouve la photographe brune enlevée le même jour que lui, et la sauve des assauts du Narquois, qui fait à son tour une chute fatale. Ils deviennent amants.
Arthis commet une nouvelle tentative d’évasion, non sans avoir promis à sa nouvelle compagne de revenir la chercher un jour, et plonge dans la rivière souterraine qui court sous les deux prisons. Il ressort à l’air libre, au pied d’un château-fort, dans un village médiéval.
Poursuivi par des chiens de garde, il parvient à leur échapper en les détournant involontairement vers un homme caché dans les fourrés, qui finit taillé en pièces.
A la nuit tombée, Arthis est finalement capturé par un cavalier, ami de l’homme dont il a causé le décès. Renonçant à se venger, il le recueille chez lui et prête une oreille attentive et abasourdie à son histoire, puis tente de lui expliquer la situation.
L’endroit où ils se trouvent se nomme le Royaume de Galthédoc, fondé au XVe siècle par un descendant du duc René d’Anjou. Ce vaste territoire, isolé par la brume et les marais, est demeuré inconnu du reste du monde, avec lequel tout contact est interdit aux habitants. Ce royaume caché n’a pas évolué socialement ou technologiquement depuis sa création, d’où son aspect moyenâgeux.
Le cavalier se nomme Argon, il est le fils bâtard de l’actuel roi, Jehan XI. Brouillé avec son père, qu’il considère comme un tyran fou et sanguinaire, il avoue comploter contre lui avec l’aide d’un des trois seigneurs que compte le royaume. L’homme déchiqueté par les chiens de garde était l’un de ses compagnons, qui tentait le passage vers le « Grand Pays », nom donné au monde extérieur par les habitants de Galthédoc. Il assure à Arthis qu’il ignorait tout de l’existence des prisons souterraines.
Partisan d’une ouverture vers l’extérieur, Argon aide Arthis à fuir le royaume, contre sa promesse de revenir avec un reportage photographique qu’il pourra montrer aux habitants de Galthédoc, afin de les convaincre d’accepter de rencontrer ceux du Grand Pays.
Frappé par les fièvres, Arthis erre à travers la France avant de réussir à rejoindre Paris. Il y retrouve Anne, qui dans un premier temps ne le reconnaît pas tant il est marqué par les épreuves.

### Documentation
- Anita Van Belle, « Un cocktail parfait », dans Stan Barets et Thierry Groensteen (dir.), L'Année de la bande dessinée 84-85, Glénat, 1984, p. 41.